# 49 de Perseu
49 de Perseu (49 Persei) és un estel de magnitud aparent +6,09 situat a la constel·lació de Perseu, 19 minuts d'arc al sud de 50 Persei. S'hi troba a 144 anys llum del sistema solar.
49 de Perseu figura als catàlegs com a gegant taronja de tipus espectral K1III. Té una temperatura efectiva de 4.864 K — 4.986 K segons un altre estudi— i la seva lluminositat, molt baixa per a un estel gegant, és només 7 vegades superior a la del Sol. El seu diàmetre angular, 0,828 mil·lisegons d'arc, posa de manifest que el seu diàmetre real és només quatre vegades més gran que el diàmetre solar, la qual cosa ha portat al fet que se la considere més una subgegant que una veritable gegant. Gira sobre si mateixa amb una velocitat de rotació projectada de 1,4 km/s.
49 de Perseu mostra una metal·licitat —abundància relativa d'elements més pesants que l'heli— equivalent a 2/3 parts de la solar ([Fe/H] = -0,20).